# フロリダ・コンプレックスリーグ・ヤンキース
フロリダ・コンプレックスリーグ・ヤンキース（Florida Complex League Yankees）は、MiLB、ルーキークラスのフロリダ・コンプレックスリーグ北地区所属の野球チーム。本拠地はフロリダ州タンパにあるジョージ・M・スタインブレナー・フィールド。現在はMLB・ニューヨーク・ヤンキース傘下のチームとして活動している。2020年まではガルフ・コーストリーグ・ヤンキースという名称であった。
主にヤンキースに入団したプロ1年目の選手たちがプレーしている。

## 歴史
2004年、チャンピオンシリーズでガルフ・コーストリーグ・レッドソックスに全勝し初優勝を果たす。
2005年、チャンピオンシリーズでガルフ・コーストリーグ・メッツに勝利し2連覇を果たす。
2006年は首位と1.5ゲーム差で北地区2位に終わる。
2007年、2年ぶりにチャンピオンシリーズに出場し、ガルフ・コーストリーグ・ドジャースに勝利し2年ぶりの優勝。
2008年は首位と2ゲーム差で北地区2位にとどまった。
2009年は北地区1位もプレーオフ準決勝でガルフ・コーストリーグ・マーリンズに敗れた。
2010年は北地区最下位でシーズンを終えた。
2011年、4年ぶりのチャンピオンシリーズでマーリンズに勝利し4年ぶりの優勝。
2012年は首位（タイガース、パイレーツ）と1ゲーム差で北地区3位に終わる。
2013年から2つのチームに分裂。ヤンキース1は北西地区同率3位だったが、ヤンキース2は北東地区優勝を果たした。ヤンキース2はプレーオフに進出し、準決勝（第1ステージ）でレッドソックスと対戦したが、0対3で敗れた。
2014年はヤンキース1は北西地区優勝、ヤンキース2は2年連続で北東地区優勝を果たした。プレーオフでは準決勝でヤンキース1とヤンキース2の対戦となり、8対4でヤンキース1が勝利し、決勝に進出。決勝ではレッドソックスと対戦したが、1勝2敗で敗退した。

## 選手名鑑

### 現役選手

#### ヤンキース1
| 投手 - -- アレックス・カスティーヨ (Alexander Castillo) - 61 ネスター・コルテス (Nestor Cortes) - -- カレブ・フレア (Caleb Frare) - 76 タイ・ヘンズリー (Ty Hensley) - -- ロナルド・ジョンソン (Ronald Johnson) - 2 フランシス・ジョセフ (Francis Joseph) - 59 アレックス・ポランコ (Alex Polanco) | 投手 - -- アレックス・カスティーヨ (Alexander Castillo) - 61 ネスター・コルテス (Nestor Cortes) - -- カレブ・フレア (Caleb Frare) - 76 タイ・ヘンズリー (Ty Hensley) - -- ロナルド・ジョンソン (Ronald Johnson) - 2 フランシス・ジョセフ (Francis Joseph) - 59 アレックス・ポランコ (Alex Polanco) | 捕手 - 46 ラドリー・ヘイディド (Radley Haddad) - 2 ダニエル・バブルサ (Daniel Vavrusa) 内野手 - 45 クリス・ブリーン (Chris Breen) - 65 ブライアン・クエバス (Bryan Cuevas) - 66 クリストファー・タマレス (Christopher Tamarez) 外野手 - 41 オースティン・アウネ (Austin Aune) - 24 ジョーダン・バーンズ (Jordan Barnes) - 60 ダスティン・ファウラー (Dustin Fowler) | 捕手 - 46 ラドリー・ヘイディド (Radley Haddad) - 2 ダニエル・バブルサ (Daniel Vavrusa) 内野手 - 45 クリス・ブリーン (Chris Breen) - 65 ブライアン・クエバス (Bryan Cuevas) - 66 クリストファー・タマレス (Christopher Tamarez) 外野手 - 41 オースティン・アウネ (Austin Aune) - 24 ジョーダン・バーンズ (Jordan Barnes) - 60 ダスティン・ファウラー (Dustin Fowler) |
| * 40人ロースター 2014年5月13日更新 [公式サイト(英語)より：ロースター 選手の移籍・故障情報] | | | |

#### 監督・コーチ
| 背番号 | 国籍               | 役職       | 選手名                           |
| 13     | アメリカ合衆国の旗 | 監督       | トム・ニエト (Tom Nieto)         |
| 77     | アメリカ合衆国の旗 | 打撃コーチ | ドリュー・ヘンソン (Drew Henson) |

#### ヤンキース2
| 投手 - 38 イーサン・カーンズ (Ethan Carnes) - 40 デイトン・ダウ (Dayton Dawe) - 17 サミュエル・ガルシア (Samuel Garcia) - 64 フアン・ヒメネス (Juan Jimenez) - 93 ダラス・マルティネス (Dallas Martinez) - 55 ホセ・メサ (Jose Mesa) - 92 ホセ・ペーニャ (Jose Pena) - 34 エルビン・ペレス (Elvin Perez) | 投手 - 38 イーサン・カーンズ (Ethan Carnes) - 40 デイトン・ダウ (Dayton Dawe) - 17 サミュエル・ガルシア (Samuel Garcia) - 64 フアン・ヒメネス (Juan Jimenez) - 93 ダラス・マルティネス (Dallas Martinez) - 55 ホセ・メサ (Jose Mesa) - 92 ホセ・ペーニャ (Jose Pena) - 34 エルビン・ペレス (Elvin Perez) | 捕手 - 90 ロイベル・エレーラ (Roybell Herrera) - 95 アルバーロ・ノリエガ (Alvaro Noriega) 内野手 - 21 ジェイク・アンダーソン (Jake Anderson) - -- ヤンカロス・バエズ (Yancarlos Baez) - 84 ドリュー・ブリッジズ (Drew Bridges) - 11 タイロ・エストラーダ (Thairo Estrada) - 91 ホセ・ハビアー (Jose Javier) - 48 ドルトン・スミス (Dalton Smith) - 88 ブレイディ・ステイガー (Brady Steiger) 外野手 - 47 ケンドール・コールマン (Kendall Coleman) - 77 ホセ・フィゲロア (Jose Figueroa) - 28 ネイサン・ミコラス (Nathan Mikolas) - -- アダム・シルバ (Adam Silva) | 捕手 - 90 ロイベル・エレーラ (Roybell Herrera) - 95 アルバーロ・ノリエガ (Alvaro Noriega) 内野手 - 21 ジェイク・アンダーソン (Jake Anderson) - -- ヤンカロス・バエズ (Yancarlos Baez) - 84 ドリュー・ブリッジズ (Drew Bridges) - 11 タイロ・エストラーダ (Thairo Estrada) - 91 ホセ・ハビアー (Jose Javier) - 48 ドルトン・スミス (Dalton Smith) - 88 ブレイディ・ステイガー (Brady Steiger) 外野手 - 47 ケンドール・コールマン (Kendall Coleman) - 77 ホセ・フィゲロア (Jose Figueroa) - 28 ネイサン・ミコラス (Nathan Mikolas) - -- アダム・シルバ (Adam Silva) |
| * 40人ロースター 2014年9月25日更新 [公式サイト(英語)より：ロースター 選手の移籍・故障情報] | | | |

#### 監督・コーチ
| 背番号 | 国籍               | 役職       | 選手名                                  |
| 17     | アメリカ合衆国の旗 | 投手コーチ | ホセ・ロザト (Jose Rosado)              |
| 51     | アメリカ合衆国の旗 | コーチ     | トラビス・チャップマン (Travis Chapman) |

## 年度別成績
| 年                                 | 勝敗     | 順位       | 監督                         | ポストシーズン  |
| ---------------------------------- | -------- | ---------- | ---------------------------- | --------------- |
| ガルフ・コーストリーグ・ヤンキース |          |            |                              |                 |
| 1966                               | 32勝16敗 | リーグ優勝 | ディック・ベラディーノ       | ※導入前         |
| 1980                               | 27勝35敗 | リーグ7位  | カルロス・トスカ             | ※導入前         |
| 1981                               | 30勝29敗 | リーグ7位  | カルロス・トスカ             | ※導入前         |
| 1982                               | 42勝21敗 | リーグ優勝 | カルロス・トスカ             | ※導入前         |
| 1984                               | 28勝35敗 | 南地区4位  | ジャック・ギルス             | -               |
| 1985                               | 43勝18敗 | 南地区1位  | カルロス・トスカ             | リーグ優勝      |
| 1986                               | 33勝29敗 | 南地区3位  | フレッド・フェレイラ         | -               |
| 1987                               | 31勝32敗 | 北地区3位  | フレッド・フェレイラ         | -               |
| 1988                               | 45勝18敗 | 南地区1位  | ブライアン・バターフィールド | リーグ優勝      |
| 1989                               | 41勝22敗 | 南地区1位  | ジャック・ギルス             | リーグ優勝      |
| 1990                               | 32勝30敗 | 南地区5位  | グレン・シャーロック         | -               |
| 1991                               | 30勝29敗 | 中地区5位  | ケン・ドミンゲス             | -               |
| 1992                               | 31勝28敗 | 西地区2位  | ゲイリー・デンボー           | -               |
| 1993                               | 30勝29敗 | 北地区3位  | グレン・シャーロック         | -               |
| 1994                               | 26勝32敗 | 北地区2位  | ヘクター・ロペス             | -               |
| 1995                               | 32勝26敗 | 北地区2位  | ヘクター・ロペス             | -               |
| 1996                               | 37勝21敗 | 北地区1位  | ケン・ドミンゲス             | リーグ優勝      |
| 1997                               | 40勝20敗 | 北地区1位  | ケン・ドミンゲス             | 第1ステージ敗退 |
| 1998                               | 34勝26敗 | 北地区2位  | ケン・ドミンゲス             | -               |
| 1999                               | 32勝28敗 | 北地区2位  | ケン・ドミンゲス             | -               |
| 2000                               | 38勝22敗 | 北地区1位  | デレク・シェルトン           | 決勝敗退        |
| 2001                               | 35勝25敗 | 北地区1位  | デレク・シェルトン           | リーグ優勝      |
| 2002                               | 36勝24敗 | 北地区2位  | マニー・クレスポ             | -               |
| 2003                               | 26勝31敗 | 北地区3位  | ダン・ラディソン             | -               |
| 2004                               | 36勝23敗 | 北地区1位  | オスカー・アコスタ           | リーグ優勝      |
| 2005                               | 33勝20敗 | 北地区1位  | オスカー・アコスタ           | リーグ優勝      |
| 2006                               | 31勝20敗 | 北地区2位  | マット・マーティン           | -               |
| 2007                               | 42勝17敗 | 北地区1位  | ジョディ・リード             | リーグ優勝      |
| 2008                               | 33勝25敗 | 北地区2位  | ジョディ・リード             | -               |
| 2009                               | 33勝27敗 | 北地区1位  | トム・スレーター             | 第1ステージ敗退 |
| 2010                               | 24勝32敗 | 北地区6位  | トム・スレーター             | -               |
| 2011                               | 37勝23敗 | 北地区1位  | カルロス・メンドーザ         | リーグ優勝      |
| 2012                               | 35勝25敗 | 北地区3位  | トム・ニエト                 | -               |

| 年                                                | チーム名    | 勝敗     | 順位        | 監督                   | ポストシーズン  |
| ------------------------------------------------- | ----------- | -------- | ----------- | ---------------------- | --------------- |
| ガルフ・コーストリーグ・ヤンキース1 / ヤンキース2 |             |          |             |                        |                 |
| 2013                                              | ヤンキース1 | 28勝32敗 | 北西地区4位 | トム・ニエト           | -               |
| 2013                                              | ヤンキース2 | 36勝24敗 | 北東地区1位 | マリオ・ガーザ         | 第1ステージ敗退 |
| 2014                                              | ヤンキース1 | 38勝22敗 | 北西地区1位 | トラビス・チャップマン | 決勝敗退        |
| 2014                                              | ヤンキース2 | 35勝25敗 | 北東地区1位 | パット・オズボーン     | 第1ステージ敗退 |